# Ligne 10 du métro de Valence
La ligne 10 (en catalan : Línia 10 de Metrovalència) est l'une des dix lignes du réseau du métro de Valence et l'une des quatre lignes de tramway, ouverte en mai 2022. Elle est exploitée par FGV et dessert la ville de Valence.
Le projet de cette ligne, alors numérotée T2, est présenté dans les années 2000. Elle doit relier les quartiers nord et sud de Valence en passant sous le centre historique. Débutés en 2007, les travaux sont arrêtés au bout de quatre ans et après 200 millions € investis, faute de capacité budgétaire. Le chantier reprend en 2019, dans une version raccourcie puisque seul le tronçon sud doit être réalisé. La mise en service commercial a lieu en 2022, alors qu'est projeté un prolongement vers la marina du port de Valence.

## Historique

### Projet de ligne T2
Le projet de la ligne T2 est présenté au début des années 2000. Il consiste en une ligne de tramway reliant les quartiers nord et sud, en passant sous le centre historique de Valence et desservant des équipements-clé comme la Cité des arts et des sciences et le palais de justice. Son exploitation est prévue comme semblable à celle de la ligne 4, en termes de matériel roulant et de dimensionnement des rames et des stations.
Longue de 10,82 km, la ligne T2 démarre en surface, dans le quartier de Torrefiel, et parcourt le nord de la ville jusqu'à Pont de Futsa, où elle entame son parcours en souterrain sous le centre-ville pendant 4,84 km. Après avoir notamment croisé la station Xàtiva, elle émerge dans le quartier de Russafa, passe devant le palais de justice et la Cité des arts, et termine son trajet dans le quartier de Natzaret.
Le passage au niveau de Pont de Futsa permet d'envisager une bifurcation de la T2 venant de Natzaret vers la station Empalme de la L4. Cette dernière bénéficierait d'une rénovation des voies et aiguillages lui assurant de poursuivre son trajet vers le port de Valence sans desservir la boucle ferroviaire de Pont de Futsa.

### Lancement puis arrêt des travaux
Les travaux sont lancés par la Généralité valencienne en janvier 2007. Deux tronçons sont construits jusqu'en 2011, celui souterrain entre la rue d'Alicante et l'avenue des Frères maristes, et celui en surface entre cette même avenue et Natzaret, tandis qu'une station est creusée sous le marché central.
En 2010, la maire de Valence, Rita Barberá, affirme que la ligne entrera en service en 2012 ou 2013. Le chantier est cependant arrêté l'année suivante par le gouvernement valencien, qui y a déjà investi 200 millions d'euros mais se trouve dans l'incapacité de poursuivre le financement, en raison de l'impact de la crise économique de 2008 sur les comptes publics.

### Reprise du chantier et inauguration
En 2017, après avoir obtenu un financement du Fonds européen de développement régional (FEDER), l'exécutif de la Communauté valencienne annonce son intention de reprendre les travaux. Il décide en 2018 de renuméroter la ligne, qui passe de 2 à 10 en raison de la création en mars 2015 de la ligne 2 de Llíria à Torrent.
Le chantier est effectivement relancé en 2019. Le projet de rejoindre le quartier de Torrefiel en passant sous le centre-ville via la station Mercat Central est abandonné en mars 2021.
Elle ouvre au service commercial le 17 mai 2022.

## Caractéristiques

### Ligne
La ligne compte 8 stations, dont trois souterraines, et parcourt 5,3 km. Les rails sont à écartement métrique et la voie est double sur tout le trajet. Elle sera reliée aux stations Bailén (ligne 7) et Xàtiva (lignes 3, 5 et 9) par un tunnel et une passerelle réservés aux piétons qui déboucheront tous deux à Alacant. Prévus pour l'été 2022, les travaux pour la liaison piétonne Alacant-Xàtiva sont lancés en mars 2023.
Elle dessert uniquement la commune de Valence, traversant quatre districts.

### Stations et correspondances
|  |   |  | Station                         | Communes                   | Correspondances |
|  | - |  | ------------------------------- | -------------------------- | --- |
|  | ■ |  | Alacant                         | Valence (Eixample)         | Ligne 3 du métro de Valence · Ligne 5 du métro de Valence · Ligne 7 du métro de Valence · Ligne 9 du métro de Valence · Cercanías de Valence |
|  | o |  | Russafa                         | Valence (Eixample)         | |
|  | o |  | Amado Granell-Montolivet        | Valence (Quatre Carreres)  | |
|  | o |  | Quatre Carreres                 | Valence (Quatre Carreres)  | |
|  | o |  | Ciutat Arts i Ciències-Justícia | Valence (Quatre Carreres)  | |
|  | o |  | Oceanogràfic                    | Valence (Quatre Carreres)  | |
|  | o |  | Moreres                         | Valence (Quatre Carreres)  | |
|  | ■ |  | Natzaret                        | Valence (Poblats Marítims) | |

## Exploitation
La ligne est exploitée par les Ferrocarrils de la Generalitat Valenciana (FGV), sous la marque Metrovalència.

### Matériel roulant
La ligne est servie par sept trains de type série 4200 produits par Bombardier Transport, trois issus du parc du tramway d'Alicante et quatre déjà en service sur le réseau du métro de Valence.

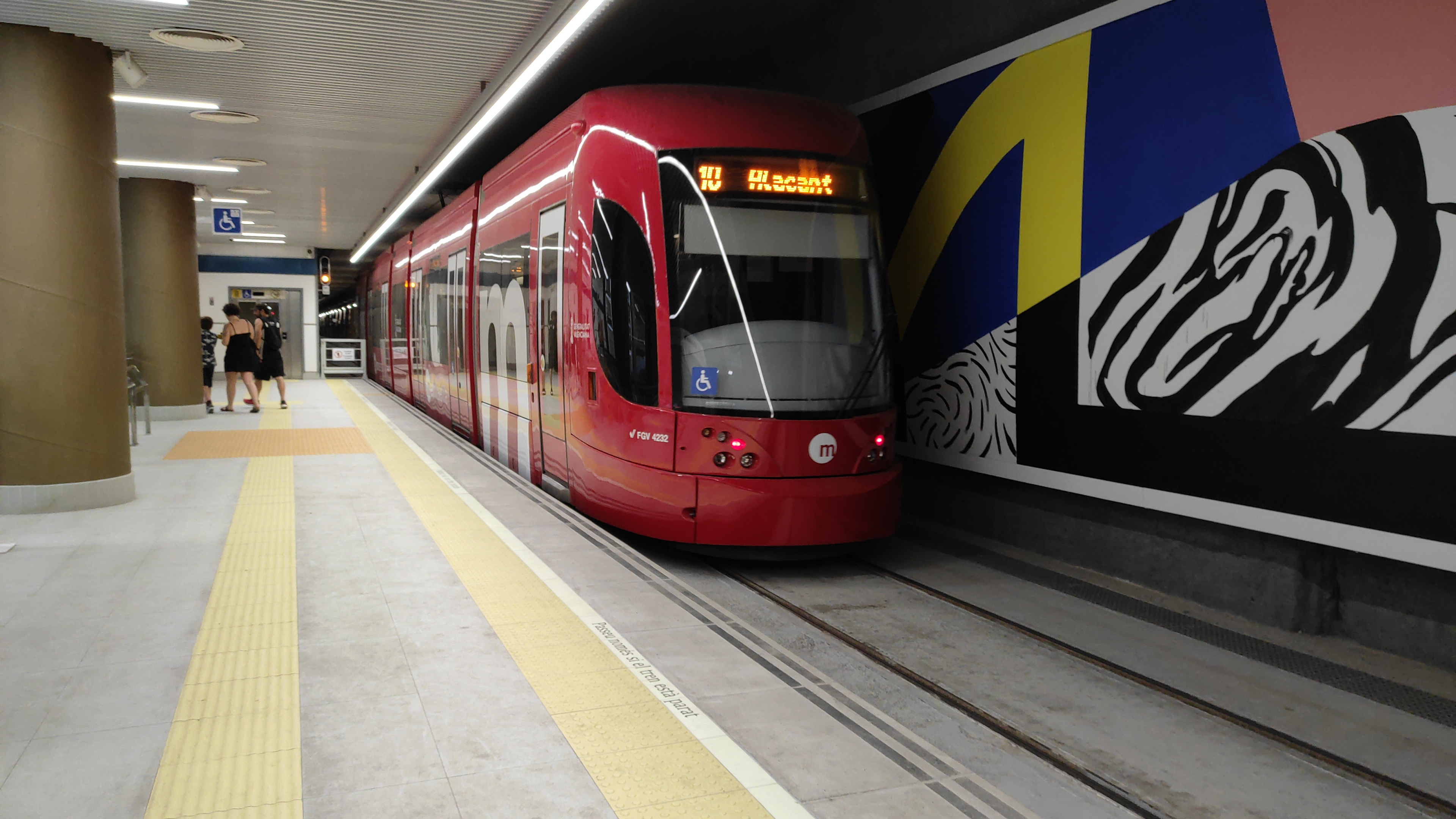
Un tram série 4200 à quai à Russafa.

## Extensions

### Programmées
Dans le cadre de la loi de finances pour 2024, le gouvernement régional programme pour les deux années à suivre un budget de 320 000 € pour conduire une étude de faisabilité concernant la réalisation de la connexion sous le centre historique, entre Alacant et Pont de Futsa, ce qui permettrait à la ligne d'être étendue jusqu'à Empalme. Le 13 février 2024, les autorités régionales et municipales confirment leur intention de prolonger la ligne jusqu'aux quartiers nord de Valence en passant sous le marché central. À cet égard, FGV avait procédé en novembre 2023 à une révision des caractéristiques de la future liaison piétonne entre le terminus d'Alacant et la station voisine de Xàtiva afin que des rames du métro puissent y circuler en cas de prolongement de la ligne 10.

### Abandonnées
Le gouvernement valencien annonce le 20 février 2021 une prochaine prolongation de la ligne 10 pour connecter le terminus de Natzaret au réseau existant. La voie franchira le pont des Chantiers navals puis longera la marina jusqu'à Grau La Marina (lignes 6 et 8), et fera son terminus à Neptú. Le début des travaux, estimé à 2023 en 2021, est finalement fixé à 2024 à la fin de l'année 2022, l'année 2023 étant consacrée à l'enquête publique, la rédaction du projet d'exécution et le lancement des appels d'offres. Le projet est finalement reporté sine die en septembre 2024 après que l'étude préliminaire a révélé une faible projection de fréquentation.